# Esperancki Związek Prawniczy
Esperancki Związek Prawniczy (esp. Esperanta Jura Asocio, EJA) – międzynarodowe stowarzyszenie prawników-esperantystów założone w 1989 roku. Od 1992 roku współpracuje ze Światowym Związkiem Esperantystów. Ma na celu informowanie prawników o esperanto i używaniu esperanta we wszystkich dziedzinach prawa. Prowadzi głównie działalność wydawniczą m.in. poprzez wydanie Kodeksu Hammurabiego w języku esperanto. Organ Związku to Internacia Jura Tribuno.
Podczas Światowych Kongresów Esperanto organizowane są zgromadzenia członków i sympatyków Związku.